# Physcia tenella
 Physcia tenella ist eine in Mitteleuropa häufig vorkommende Blattflechtenart.

## Beschreibung
Physcia tenella wächst anfangs in kleinen Rosetten, die später oft rasenartig zusammenfließen. Die Läppchen des Thallus sind weißgrau bis grau und 0,5 bis 1 mm breit. Die Läppchen enden flach bzw. in lippenförmig aufgebogenen Soralen, wo vegetative Verbreitungseinheiten (Soredien) gebildet werden. Diese „Lippensorale“ unterscheiden sie von der sonst sehr ähnlichen Physcia adscendens (die helmartige Aufwölbungen an den Lappenenden besitzt). An den Rändern sitzen grauweiße Fibrillen. Fruchtkörper (Apothecien) werden nur selten ausgebildet.

## Verbreitung
Physcia tenella ist weit verbreitet und kommt hauptsächlich auf nährstoffreicher Rinde von Laubbäumen vor, nur selten auch auf Gestein. Häufig ist sie mit Physcia adscendens vergesellschaftet. Aufgrund ihrer relativen Unempfindlichkeit gegen Luftschadstoffe ist sie auch in Großstädten häufig zu finden.